# 一般米語
一般米語（いっぱんべいご、英: General American、略記: GAまたはGenAm）または一般アメリカ英語は、アメリカ英語（米語）の包括的変種（訛りの連続体）である。米語の大多数に通常帰せられ、米語の中では特に地域的、民族的、経済社会上の特徴に欠けると広く認識されている。アメリカ合衆国では一般米語の音声体系が行き渡っているため、一般米語は、論議を呼ぶものの、「標準アメリカ英語」（Standard American English）と呼ばれることがある。
標準カナダ英語は一般米語口語と非常に近く、特に一般米語と連合王国の容認発音が異なる状況では常に容認発音よりも一般米語に近い。「一般米語の」正確な定義と有効性については議論が続いており、今日この用語を使用する学者らは、正直なところ、正確さではなく、比較のための使い勝手のよい基準としてこの用語を使用している。

## 定義

### 歴史
「一般米語」という用語は、アメリカの英語学者George Philip Krappによって初めて広められた。Krappは1925年に「西部」のものだが「特定の場所のものではない」アメリカの話し言葉の一種としてこの用語を説明した。1930年、この用語を広く一般に広めたアメリカの言語学者ジョン・サミュエル・ケニヨンは、これを「北部アメリカ英語」の口語と等しいと考えた、1934年には「西部および中西部」アメリカ英語と等しいものであるとした。現在、一般米語の傘の下に分類されると典型的に見なされているのは、アメリカ西部、西部ニューイングランド、中部北方、そして議論の余地はあるかもしれないがケベックより西の全ての英語圏カナダ の地方訛りである。イギリスの音声学者ジョン・C・ウェルズによれば、1982年までには、アメリカの人口の3分の2が一般米語訛りで話した 。
20世紀前半には、合衆国中部大西洋岸、合衆国内陸北部、西ペンシルバニア のより近年の地方訛りが含まれていたが、1960年代以降はもはや含まれていない。1930年代に大衆化した後ずっと、この用語に含まれたことがない訛りは、東部ニューイングランド、ニューヨーク市、アメリカ南部の地方訛り（特に「r」の音が落ちる訛り）である。2000年代までに、アメリカの社会言語学者ウィリアム・ラボフは、何らかの訛りを「一般米語」と見なすことができるとすれば、それは本質的に西部アメリカ英語、中部アメリカ英語、標準カナダ英語によって共有されている発音特徴の収束である、と結論付けた。

### 名称と問題視されている用法
英語学者のWilliam A. Kretzchmar, Jr. は、2004年の論文において以下のように説明している。
「一般米語」という用語は、アメリカ英語の最も一般的とされている（デフォルトの）形式としての名称として、特にニューイングランドあるいは南部の特徴のある地方話し言葉と区別するために生じた。「一般米語」は「中西部」の比較的特徴のない話し言葉であるとしばしば考えられてきた。「中西部」はオハイオ州西部からネブラスカ州まで、そしてカナダとの国境から南はミズーリー州またはカンザス州までのアメリカの広大な中央部を指す曖昧な名称である。この用語についての歴史的に正当な理由は存在せず、その使用を支持する事情もまた存在しない... それは他の逸脱した変種の模範となるアメリカ英語の状態が存在することを暗示する。それどころか、突出するようになり目立つようになっていた地域的・社会的特徴を話者が抑制した後に残ったものとして特徴付けるのが一番合っている。
米語の話し言葉の一つの変種を「一般的」と呼ぶことに伴う可能性のある特権化と偏見、特にそれが国家の権威方言であること暗示する可能性のため、Kretzchmarは「標準アメリカ英語」（Standard American English）という用語を好む。この用語はより中立的な用語であり、「フォーマルな場面で教育を受けた話者によって用いられる」アメリカ英語の発音の水準を指すが、場所によって、そして話者によってさえも合衆国内でまだ変化しやすいものである。しかしながら、この用語にも問題がある。なぜなら、『「標準英語」は一連の規則に対する適合を反映していると取ることができる、しかしその意味は人格や教育が人物の話し言葉に現われるとする社会の考えと一般に深く関係している』 からである。訛りの連続体の下のカナダの話者を包含する目的で、「標準北米英語」という用語もまた、社会言語学者のチャールズ・ボバーグによってごく最近提案されている。
現代の言語学者らは、一般米語の元々の観念が、単一の地域的、一つにまとめられた訛り、または標準化された英語の形式であるとして疑問を持っている。今日、この用語は、多少の内部変動を有する米語の話し言葉の連続体を指すと理解されているが、さもなければ「目立った」発音の特徴（話者の出身地、民族性、社会経済的地位を強く示す特徴）の欠如によって特徴付けられる。「一般米語」という用語の変化し続ける定義と曖昧さから生じる混乱と、一部の言語学者による当然の拒絶 にもかかわらず、この用語は基準の「典型的」アメリカ英語の訛りとその他の世界中の英語を比較するための基準点として主に生き残っている。

## 地理的起源
主流の米語の訛り（アクセント。特定の個人、地域、国家に特有の発音方法をいう）はいかなる地域的特徴または地域的影響を含まないという共通認識にもかかわらず、一般米語の音声体系は、実のところ、跡をたどることができる地理的起源を有する。すなわち、内陸ペンシルバニア、アップステート・ニューヨーク、隣接した中西部地域を含む非海岸東部合衆国の北部の、20世紀中頃に米国北部都市母音推移が起きる前の話し言葉の様式である。
田舎の、大まかに中西部方言が一般アメリカ英語とされるものの基礎となった事実は、カリフォルニアや太平洋岸北西部へ中西部農民の集団移動にしばしば帰せられる。これは、カリフォルニアの話し言葉自身がハリウッドの映画産業を通じて全国規模の映画やメディアにおいて広まったためである。
しかしながら、少なくとも20世紀の中頃、特に地域に特有の米国北部都市母音推移（NCVS）以降には、中西部の五大湖地域（とそのすぐ西の地域）の英語は一般米語の音声から著しく逸脱し始めていた。ある訛りの地域性は中西部内で北へ行く程より異なり、中西部には現在「一般米語」から分岐した発音を明確に使用する少なくとも2つの主要な方言、内陸北部方言（シカゴを含む五大湖都心）と中央北部方言（ミネソタ、ウィスコンシン、ダコタ）がある。
基準を設ける際に特に重要であった人物は、ウェブスター辞典第2版の発音編集者ジョン・ケニヨンであった。ケニヨンは辞書の発音の基準を故郷の中西部（具体的に言うとオハイオ）の発音としたと主張されている。

## メディアにおける一般米語
イギリスの容認発音（RP）およびその他の多くの社会の権威訛りと同様に、一般米語は国全体の訛りであったことはない。
一般米語の発音は、内陸北東部および中西部州の1900年代初頭の一般化された発音からのより直接的な流れをくむ。この発音は、特に多くのニュースキャスター、ラジオやテレビのアナウンサーによって話されることで全国的に広まったようである。そのため、この訛りはアメリカのニュースキャスター訛り、「ネットワーク（放送網）英語」、「ネットワークスタンダード」と呼ばれることがある。一般米語は、その他の地域訛りより好ましく高級であるとして推奨されることがある。アメリカ合衆国において、訛りの矯正を請け合う教室は一般的にこの訛りと似た話し言葉の様式を教えようとする。多くのアメリカの著名人はより主流の一般米語の発音を好んで地元の訛りを矯正しようと熱心に取り組む。例えばテレビジャーナリストのリンダ・エラービー（元々はテキサス英語話者）は「テレビでは、『どこそこ出身』であるような印象を与えてはいけないことになっている』 と述べている。また、政治コメディアンのスティーヴン・コルベアは子供の時にサウスカロライナ訛りを完全に矯正した（アメリカのテレビでは南部出身者が間抜けな人物として一般に描写されていたため）。

## 音韻

### 子音
以下の表は子音音素の一覧である。
|        | 唇音 | 唇音 | 歯音 | 歯音 | 歯茎音 | 歯茎音 | 後部歯茎音 | 後部歯茎音 | 硬口蓋音 | 硬口蓋音 | 軟口蓋音 | 軟口蓋音 | 声門音 | 声門音 |
| ------ | ---- | ---- | ---- | ---- | ------ | ------ | ---------- | ---------- | -------- | -------- | -------- | -------- | ------ | ------ |
| 鼻音   |      | m    |      |      |        | n      |            |            |          |          |          | ŋ        |        |        |
| 閉鎖音 | p    | b    |      |      | t      | d      |            |            |          |          | k        | ɡ        |        |        |
| 破擦音 |      |      |      |      |        |        | tʃ         | dʒ         |          |          |          |          |        |        |
| 摩擦音 | f    | v    | θ    | ð    | s      | z      | ʃ          | ʒ          |          |          |          |          | h      |        |
| 接近音 |      |      |      |      |        | l      |            | ɹ          |          | j        | (ʍ)      | w        |        |        |

「Wine」と「whine」の同化
広く行われている。音素/ʍ/はこの同化を経ていない変種にのみ存在する。 /ʍ/は/hw/の子音連結としばしば分析される。
r音発音（r音性）
一般米語訛りは堅くr音性であり、pearl、car、courtといった母音の後ろを含む全ての環境において "r" 音を発音する。アメリカ人は音素 [ɹ] ( 音声ファイル)（しばしば/r/と転写される）を後部歯茎音として実現するが、ほとんどの英語変種と同様に、一部でそり舌音化（おそらく[ɻ] ( 音声ファイル)でさえも）がある。東部ニューイングランド訛り、ニューヨーク訛り、アフリカ系アメリカ人訛りといった非r音性の米語の訛りは、一般米語の聞き手にしばしば素早く気付かれ、特に民族的、地域的、「昔風」（すなわち、田舎ならびに非主流的）と受け止められる。
Tの声門音化およびはじき音化（フラッピング）
子音（特に成音節鼻音）の前や語末において/t/が声門音化し、声門閉鎖音[ʔ]となる。例えば、button [ˈbʌ̈ʔn] ( 音声ファイル)、mountain [ˈmæʊnʔn̩] ( 音声ファイル)、partner [ˈpʰɑɹʔnɚ] ( 音声ファイル)、grateful [ˈgɹeɪʔfɫ̩] ( 音声ファイル)。しかしながら、語末/t/規則は一般米語の母音間歯茎はじき音化によって抑制される。強勢音節と弱勢音節の間、または2つの弱勢音節の間にある時、母音間の/t/と母音間の/d/は[ɾ] ( 音声ファイル) になる。例えば、leader [ˈɫiɾɚ] ( listen)、community [k(ə)ˈmjunəɾi] ( listen)、ratty [ˈɹæɾi] ( listen) 等。典型的には、/r/と母音の間の/t/および/d/もまた、はじき子音 [ɾ]として発音される〔 party [ˈpʰɑɹɾi] ( listen)〕。
ヨッドの脱落
口蓋の縁に触れた舌で作られる子音（歯茎音）の後ろでは、歴史的な音[j]が通常脱落する。例えば、new [njuː] は[nu̟ː]、duke [djuːk]は[du̟ːk]、tube [tjuːb]は[tʰu̟ːb]となる。
Lの軟口蓋音化
イングランドの典型的英語における「明るいL」（すなわち[l] ( 音声ファイル)）と「暗いL」（すなわち[ɫ] ( 音声ファイル)または[ʟ] ( 音声ファイル)）の区別は、一般米語ではより不明瞭である。この区別が完全に欠けることさえもあり得る。代わりに、一般米語の話者は「明るい」Lでさえも多かれ少なかれ「暗く」発音する。これは全ての「L」音がある程度軟口蓋化することを意味する。加えて、一部の話者は/l/ が /f v/ の前に現れた時に（時には/s z/の前でも）[ɤ̯]へと母音化することもある。

### 母音

典型的中西部英語の単母音。一般米語に近い。Mannell, Cox & Harrington (2009a)より。ここで記号 "ɔ" はR音性の//ɔː//（//ɔːr//）を意味する（warmといった単語で見られる）。

一般米語と容認発音の弱母音の範囲。Wells (2008)より。

典型的中西部英語の二重母音。Mannell, Cox & Harrington (2009b)より。
• 単母音化した時、/eɪ/および/oʊ/はそれぞれ基本的な/[e]/および/[o]/と近くなる傾向がある。
• 多くの話者にとって、/aʊ/の最初の要素はこのチャートで見られるよりも前方にある。

2006年の北米英語地図は、母音発音のデータ測定にしたがって「ある訛りが『一般米語』と呼ばれる北米英語の一種と認識されたならば」、それはカナダ、アメリカ西部、アメリカ中部の3地域の方言「によって作られた構造であろう」と推量する。以下のチャートは、これら3つの方言が一般米語の音声体系として包含する母音を示す。

#### 単母音
| 単母音（純粋母音） | 単母音（純粋母音）   | 単母音（純粋母音）      |
| 英語の類音         | 一般米語の音素       | 単語例                  |
| ------------------ | -------------------- | ----------------------- |
| /æ/                | [æ] listen           | bath, trap, yak         |
| /æ/                | [æ~ɛə~eə]            | ban, tram, yeah         |
| /ɑː/               | [ɑ~ä] listen         | ah, father, spa         |
| /ɒ/                | [ɑ~ä] listen         | bother, lot, wasp       |
| /ɒ/                | [ɑ(ː)~ɒ(ː)~ɔ]        | boss, dog, off          |
| /ɔː/               | [ɑ(ː)~ɒ(ː)~ɔ]        | all, bought, flaunt     |
| /ɛ/                | [ɛ] listen           | dress, met, bread       |
| /ə/                | [ə]                  | about, syrup, arena     |
| /ɪ/                | [ɪ] listen           | kit, pink, tip          |
| /iː/               | [i(ː)] listen        | beam, chic, fleece      |
| /i/                | [i] listen           | happy, money, parties   |
| /ɨ/                | [ɪ̈~ɪ~ə] listen       | private, muffin, wasted |
| /ʌ/                | [ʌ~ɐ] listen         | bus, flood, what        |
| /ʊ/                | [ʊ] listen           | book, put, should       |
| /uː/               | [u̟ː~ʊu~ʉu~ɵu] listen | goose, new, true        |

mとnの前の「短いa」の高舌化
ほとんどの話者で、[æ] ( 音声ファイル)と転写される「短いa」音は、鼻音の前（すなわち/m/と/n/、そして一部の話者では/ŋ/の前）に存在する時は常に、口の中で舌を高くして、それに続いて後方に渡って発音される。この音は辛うじて[ɛə]と転写することができる（  [ɛən]としての/æn/の発音、 [ɛəm]としての/æm/の発音)）、あるいは具体的な方言に基づいて[eə]または[ɪə]と様々に転写できる。この現象は音韻学において「/æ/ の緊張化」と呼ばれる。
Fatherとbotherの同化（[ɒ] → [ɑ]）
ほぼ全ての米語の訛りではspaやahのような単語の母音とspotやoddのような単語の母音が同化している。したがって、一般米語においてconとkhan'は異形同音異義語である。
母音におけるCotとcaughtの同化
一般米語においてcot /ɑ/（'"ah" または「広いa」母音）とcaught /ɔ/（"aw" 母音）のような単語中の母音を発音する単一のやり方はない。これは主に北米の一部ではこの2つの音の間で同化が起こっているが、その他の地域では起こっていないためである。完全に同化した発音をする米語話者は、歴史的に異なる2つの母音を厳密に同じ音で発音するが（特に西部、ニューイングランド北部、ウェストバージニア、ペンシルバニア西部、上部中西部）、その他の話者では同化の跡は全くなく（特に南部、五大湖地方、ニューイングランド南部、中部大西洋岸、ニューヨーク都市圏）、それぞれの母音が異なる音  (listen) で発音される。これら2つの音を区別する話者の間では、cotの母音（通常、アメリカ英語では[ɑ] ( 音声ファイル)と転写される）は中舌よりの[ä]（ listen）または後舌母音[ɑ̟]となるのに対して、/ɔ/は音韻的に口の中でより高くなる、またより円唇化する両方またはいずれか一方が起こり、[ɒ] ( 音声ファイル)に近づく（[ɒ]と比べるとわずかにしか円唇化しない）。これら2つの音を区別しない（cot-caught同化を経験した）話者の間では、/ɑ/は大抵は後舌母音[ɑ]のままで、一部で円唇化した[ɒ]（非標準IPAでは[ɑʷ]とも転写される）が見られることもある。したがって、一般米語の話者の中ではこの特徴について大きな差異があり、完全に音が同化した話者からまったく同化していない話者までの幅がある可能性がある。この範囲の中央における同化の遷移段階も一般的であり、アメリカ合衆国の至るところにランダムに分散しているが、特に若者の間、歴史的な北部と南部の間に横たわる「中部」地域において最もよく見られる。2003年に全米で行われた方言調査によれば、参加者のおよそ61%が2つの母音の区別を保持していると認識し、39%は認識していなかった。
"r"の前の母音同化
一般米語では、母音の前の[r]音の前に母音がある時にのみ（母音間r）、この"r" の前の母音の音が一部同化する。
Mary–marry–merry同化（移行中）
2003年のアメリカ合衆国の方言調査によれば、各地の参加者の57%近くで[ær]（parishの最初の音節）、[ɛr]（perishの最初の音節）、[ɛər]（pearまたはpairの最初の音節）の音が同化していた。同化した音は [ɛɚ]から[ɛ(ː)ɹ]の間に分布する。この同化は過渡期であり、大西洋岸の一部地域を除いていずれの場所においても既に完了している。
Hurry–furry同化
Hurry [ʌ]やfurry [ə]のような単語中の"r"の前の母音は、ほとんどの一般米語の訛りにおいて[ə~ɚ]に同化している。アメリカ合衆国全体の英語話者のわずか10%が、[r]の前のこの歴史的なhurryの母音を維持している（2003年方言調査）。
Mirror–nearer同化（移行中）
Mirror [ɪ]やnearer [iː] のような単語中のの"r"の前の母音は、一部の一般米語の訛りにおいて大抵[i(ː)]へ同化している。歴史的なmirrorの母音の質は、単語miracle中においてさらにいっそう変動が激しい。
弱勢単母音
弱母音の同化
[ə]および[ɪ̈]（[ɨ̞]および[ᵻ]とも転写される; 後者は非IPA記号）( listen) は、特定の種類の弱勢音節においてのみ現われる曖昧な母音である。例えば、[ə]はaboutの始めやChinaの終りの "a"、omitの "o" やsyrup.の "u" として聴かれる。[ɪ̈]はprivateやcottageの "a"、evadingやsortedの "e"、sordidの  "i"、minuteの "i"、mythologistの "y"として聴かれる。しかしながら、[ə]および[ɪ̈]は米語の訛りでは頻繁に重なり合い、（とりわけシュワー [ə] に向かって）容易に同化し得る。
音声学的には、シュワー /ə/ は半狭 [ɘ] から半広 [ɜ] まで幅がある。
狭母音間の緊張–弛緩の対比が中和される環境においては、これらの母音の音声的実現は高さに幅がある（狭と半狭との間）。
- /iː~ɪ/（音素ではないにもかかわらず大抵/i/と転写される）は、狭・前舌 [i]から半狭・奥より・前舌 [e̠] まで幅がある。
- /uː~ʊ/（音素ではないにもかかわらず大抵/u/ と転写される）は狭・前より・後舌[u̟]から半狭・奥より・中舌[ɵ̠]まで幅がある。

「短いu」の前舌化（[ʌ] → [ʌ̈~ɐ]）
母音/ʌ/（strut, luck, rough, what等で現われる）は一般的に狭めの広・前舌母音であり、[ʌ̈~ɐ] ( 音声ファイル)に近づいている。しかしながら、/l/の前では常に後舌母音のままであり、nullや skullでは/ʌl/は[ʌɫ]となる。
「長いoo」のの前舌化（[uː] → [u̟]）
母音 /u/（lose、loose、loot）はアメリカ合衆国では独自の質を持つ（ listen）。この母音はより非円唇化 [u̜]、より前舌化 [u̟]する傾向にあり、ことによると幾分前よりかつ低い出たしの母音と二重母音化さえもする。これは様々なやり方で転写し得る。

#### 二重母音（わたり母音）
| 二重母音（わたり母音） | 二重母音（わたり母音） | 二重母音（わたり母音） |
| ---------------------- | ---------------------- | ---------------------- |
| 英語の類音             | 一般米語の音素         | 単語例                 |
| /aɪ/                   | [äɪ] listen            | bride, prize, tie      |
| /aɪ/                   | [äɪ~ɐɪ~ʌɪ]             | bright, price, tyke    |
| /aʊ/                   | [aʊ~æʊ] listen         | now, ouch, scout       |
| /eɪ/                   | [eɪ~ɛ̝ɪ] listen         | lake, paid, rein       |
| /ɔɪ/                   | [ɔɪ~oɪ] listen         | boy, choice, moist     |
| /oʊ/                   | [oʊ~ɔʊ~ʌʊ] listen      | goat, home, toe        |

無声子音の前の「長いi」音の開始の高舌化
母音 [aɪ]（pineまたはpie—北米では[äɪ] ( listenと発音される）は（[k], [s], [t], [θ]といった）無声子音の前に現われる時（例えばpikeやpython）はいつでも[ɐɪ]または[ʌɪ]に向かって舌が上がる（狭音化する）。この現象はアメリカ英語で拡大しており、歴史的にはアメリカ合衆国の北部、ニューイングランド、中部大西洋岸地域において始めて優勢となった。一般英語の訛りにおいて、この現象は単独で発音の相違を引き起こす。例えば、riderとwriterの母音に違いが生じる（ listen）。現在はほとんどのアメリカ合衆国の話者に存在するものの、この現象はいわゆる「カナディアン・レイジングの2つの変種の内の1つであると考えられている。この狭音化（レイジング）は単語の垣根を超ても適用され得るが、単語または語句の強勢の位置によってはレイジングが起こらないこともある。例えば、高等学校という意味でのhigh schoolは一般的に [ˈhɐɪsku̟ɫ] と発音される。しかしながら、「高い学校」という文字通りの意味でのhigh schoolは [ˌhäɪˈsku̟ɫ] と発音される。

#### R音性母音
| R音性母音 | R音性母音         | R音性母音                                |
| --- | ----------------- | ---------------------------------------- |
| 英語の類音 | 一般米語の音素    | 単語例                                   |
| /ɑːr/ | [ɑɚ~ɑɹ] listen    | barn, car, park                          |
| /ɛər/ | [ɛɚ] listen       | bare, bear, there                        |
| /ɜːr/ | [ɚ] listen        | burn, doctor, first, herd, learn, murder |
| /ər/ | [ɚ] listen        | burn, doctor, first, herd, learn, murder |
| /ɪər/ | [iɚ~ɪɚ] listen    | fear, peer, tier                         |
| /ɔːr/ | [ɔɚ~oɹ] listen    | horse, storm, war                        |
| /ɔər/ | [ɔɚ~oɹ] listen    | hoarse, store, wore                      |
| /ʊər/ | [ʊɚ~oɹ~ɔɚ] listen | moor, poor, tour                         |
| /jʊər/ | [jʊɚ~jɚ] listen   | cure, Europe, pure                       |
| ★ FootnotesWhen followed by /r/, the phoneme /ɒ/ is pronounced by General American speakers as [ɔ~o], for example, in the words orange, forest, and torrent. The only exceptions to this are the four words tomorrow, sorry, sorrow, borrow and, for some speakers, morrow, which use the sound [ɑ]. |                   |                                          |

Horse–hoarse同化（[ɔːr] + [ɔːr] → [ɔɚ]）
世界中の英語のほとんどの近代変種と同様に、一般アメリカ英語においてwarおよびworeのような単語は同じ発音である。これらのR音性母音を持つnorthおよびhorseといった単語は大抵 /nɔɹθ/ および /hɔɹs/ と転写されるが、一般アメリカ英語においては [no̞ɹθ] および [ho̞ɹs] により近い。ゆえに、これらの場合において、/ɹ/  の前の [ɔ] は /o/ の異音と分析できる。
（母音の前の）rの前の「短いo」
典型的な北米訛りにおいて、音素[ɒr]（短いo音とそれに続くr。Rの後は母音。例えばorange、forest、moral、warrant）は[oɹ~ɔɹ]として実現される。ゆえに既に同化した /ɔːr/–/ɔər/（horse–hoarse）とさらに同化することとなる。しかしながら、特にアメリカ合衆国では、4つの単語のみが例外である（tomorrow, sorry, sorrow, borrow、そして一部の話者ではmorrow）。これらの単語では [ɑɹ] 音がより一般的に使われ、[ɑːr] と独自に同化する（ゆえに、sorryとsariは異形同音異義語となる）。
一般アメリカ英語において、[ɜːr]（[ɝ]）と[ər]（[ɚ]）は実際には、どちらもそれ程の差はないか全く区別なく[ɚ] と発音される（ listen）。例えば、単語worker /ˈwɜːrkər/ は単語内で韻を踏んで [ˈwɚkɚ] としばしば発音される（ listen）。

## 推薦文献
- “North American English: General Accents”. 2014年4月21日時点のオリジナルよりアーカイブ。2016年9月24日閲覧。